# Acmella oppositifolia
Acmella oppositifolia là một loài thực vật có hoa trong họ Cúc. Loài này được (Lam.) R.K.Jansen mô tả khoa học đầu tiên năm 1985.